# Willem Dirk van Wijngaarden
Willem Dirk van Wijngaarden (Nieuw Amsterdam, 26 juni 1893 - Leiden, 3 oktober 1980) was egyptoloog en museumdirecteur.

## Leven en werk
Van Wijngaarden doorliep het Stedelijk Gymnasium in Leiden en studeerde daarna (ook in Leiden) theologie met een belangrijke component egyptologie. Hij volgde onder andere college in Berlijn bij Adolf Erman en Georg Möller. Zijn proefschrift (1919) was getiteld De positie van de vrouw in het Oude Testament. Het jaar daarop werd hij beroepen als predikant bij de Nederlands Hervormde gemeente te Reeuwijk.
In 1922 werd Van Wijngaarden benoemd als assistent bij de Egyptische afdeling van het Rijksmuseum van Oudheden te Leiden. Daar werd hij in 1925 bevorderd tot conservator. In 1939 werd hij benoemd als directeur van het museum, een positie die hij tot aan zijn pensioen in 1959 bekleedde.

## Publicaties (selectie)
- W.D. van Wijngaarden, Van Heurnius tot Boeser. Drie eeuwen Egyptologie in Nederland (1620-1935). Leiden, 1935.
- Verschillende bijdragen in OMRO, het tijdschrift van het Rijksmuseum van Oudheden.